# 親潮
- 1.黑潮
- 2.北太平洋洋流（黑潮續流）
- 3.黑潮反流
- 4.對馬暖流（日语：対馬海流）
- 5.津輕暖流（日语：津軽暖流）
- 6.宗谷暖流（日语：宗谷海流）
- 7.親潮（千島群島洋流）
- 8.再生洋流（日语：リマン海流）（寒流）

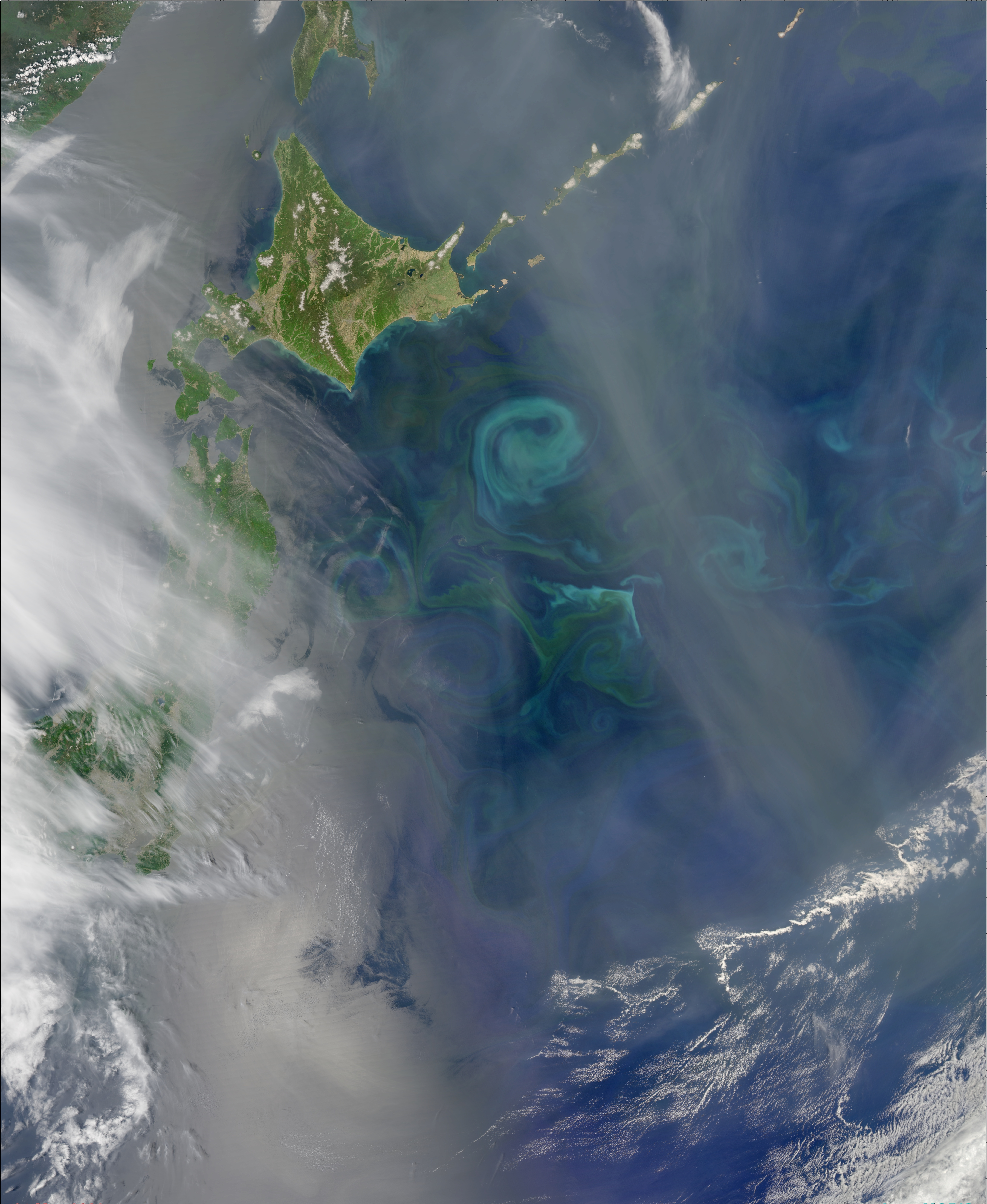
親潮與黑潮在北海道附近碰撞。當兩個洋流發生碰撞，它們造成漩渦。在表層水生長的浮游植物沿著這些漩渦的邊界變得密集，追查出來的水的運動踪跡。

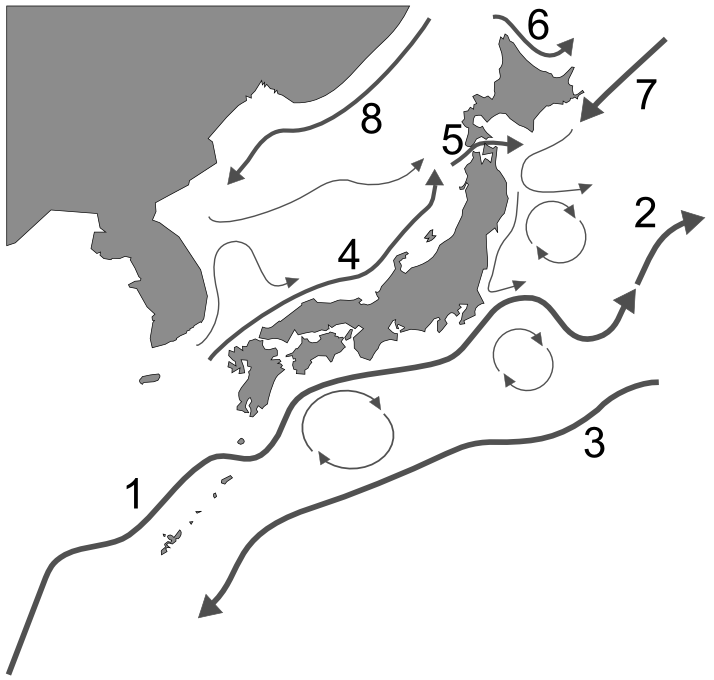
日本列島的周圍洋流:

親潮（日语：／ oyashio），或稱千島寒流、千島海流（日语：／ Chishima Kairyū），是一股北太平洋亞寒帶的循環洋流（寒流），自北極海逆時鐘方向向南經由白令海流往西北太平洋，在日本東部海域與黑潮會合形成北太平洋洋流。親潮對於俄羅斯遠東地區的氣候產生極大的影響，這點在俄國沿太平洋地區的堪察加半島與楚科奇半島的林木線可以觀察到，這兩個地區的林線比內陸的西伯利亞地區還要低緯度十度左右，這是因為寒冷的洋流將其經過地區的氣溫降低到樹木無法生長的程度。
親潮豐富的養分使得其經過的水域成為富裕的漁場。親潮的經過也使得海參崴成為最靠近赤道但在冬季時仍需要破冰船的港口。另外在冰河時期時，降低的海平面造成了白令海峽陸橋，這使得冰河時期的親潮無法到達它今日所能到達的緯度，日本的東北地方與北海道雖然處在東亞地區唯一有足夠降雪量以產生冰河，但是並未像歐洲與北美洲在冰河時期時被冰河大面積的覆蓋，反而只有在高海拔地區才有些許的冰。而這點則解釋了為什麼東亞地區保留了96%上新世的植物，而歐洲卻只有27%。

## 參閲
- 物理海洋学

## 外部連結
- UNEP Global International Waters Assessment (GIWA) Regional Definition page for the Oyashio Current, accessed 2 July 2010